# Corticaria pineti
Corticaria pineti là một loài bọ cánh cứng trong họ Latridiidae. Loài này được Lohse miêu tả khoa học năm 1960.